# Streblocera flaviceps
Streblocera flaviceps är en stekelart som först beskrevs av Marshall 1898.  Streblocera flaviceps ingår i släktet Streblocera och familjen bracksteklar. Inga underarter finns listade i Catalogue of Life.